# عبدالله بخاری

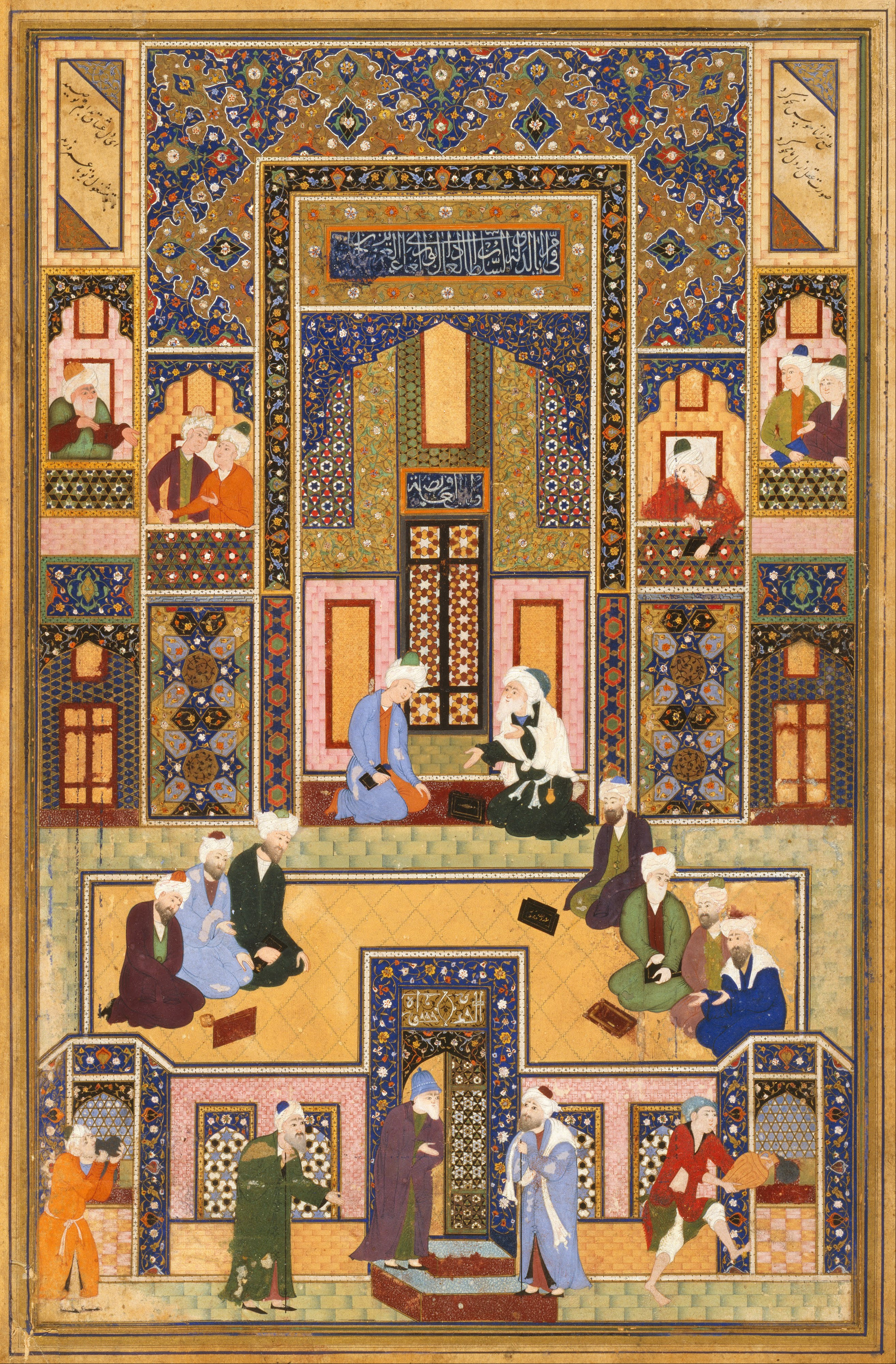
جلسهٔ عُلما، نام اثر مینیاتوری است از عبدالله مصور که در بین سال‌های ۱۵۴۰ و ۱۵۵۰ میلادی، خلق شد. ترکیب اثر شباهت زیادی به سبک آثار کمال‌الدین بهزاد دارد که در آن یک ترتیب متقارن از ارقام و صحنه‌های معماری، توهم عمق فضا را ایجاد می‌کند. این اثر اکنون در مالکیت موزه هنر نلسون اتکینز در شهر کانزاس‌سیتی، میزوری قرار دارد.

عبدالله بخاری همچنین مشهور به عبدالله مصور یا به اختصار عبدالله، نگارگر برجستهٔ سبک مینیاتور ایرانی بود.
تاریخ دقیق تولد و مرگ عبدالله و همینطور اصلیت وی ناشناخته است و اطلاعات زیادی در مورد وی وجود ندارد. مصطفی علی، تاریخ‌نگار و نویسندهٔ برجستهٔ عثمانی، در اثر منلعاب هنرواران، عبدالله را شاگرد شیخ‌زاده و محمود مجاهبی معرفی کرده که خود ایشان نیز از بهترین شاگردان کمال‌الدین بهزاد بودند.

## نگارخانه

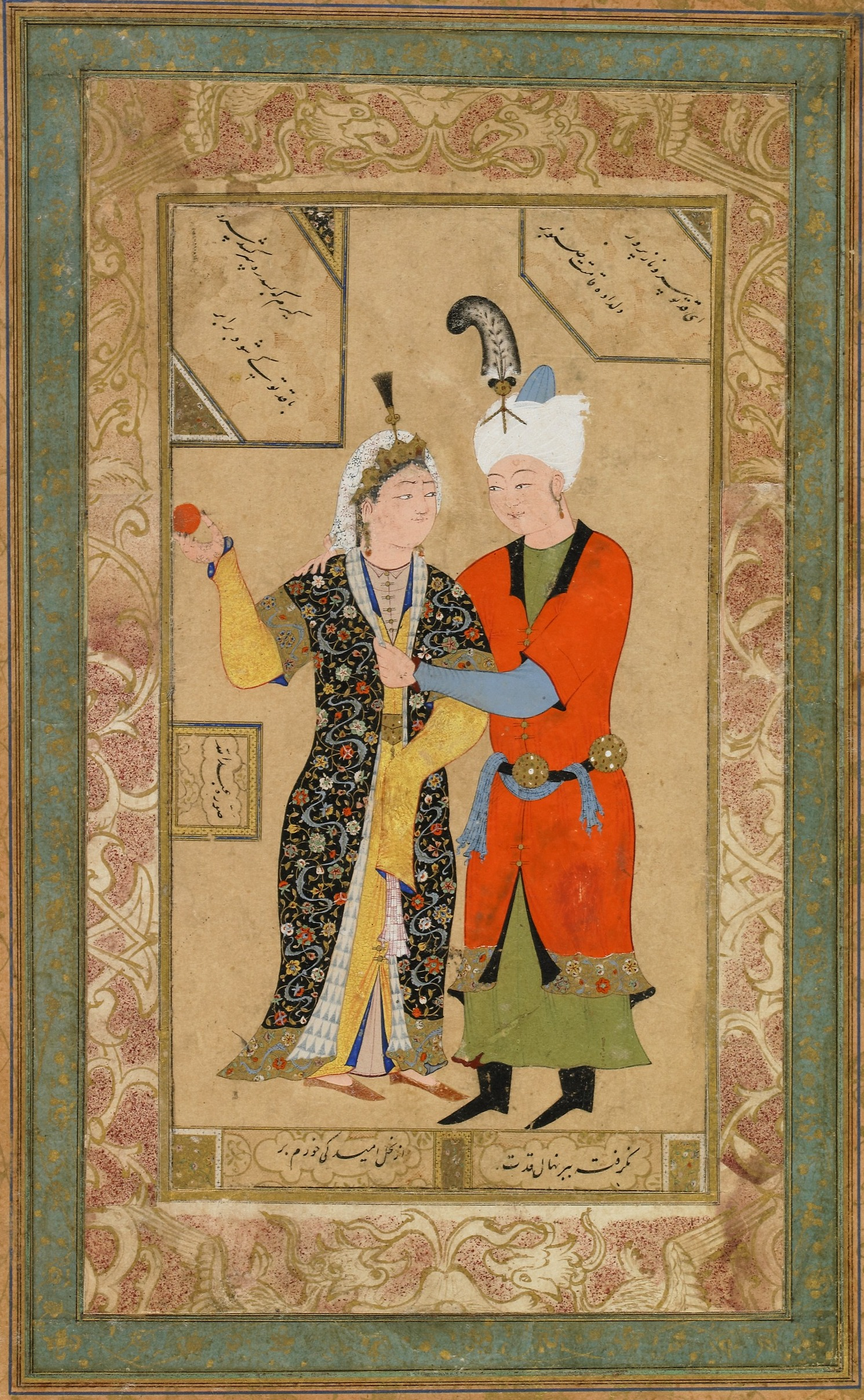
هم‌آغوشی شاهزادگان حوالی ۱۵۵۰ م. نگارخانه هنر فریر
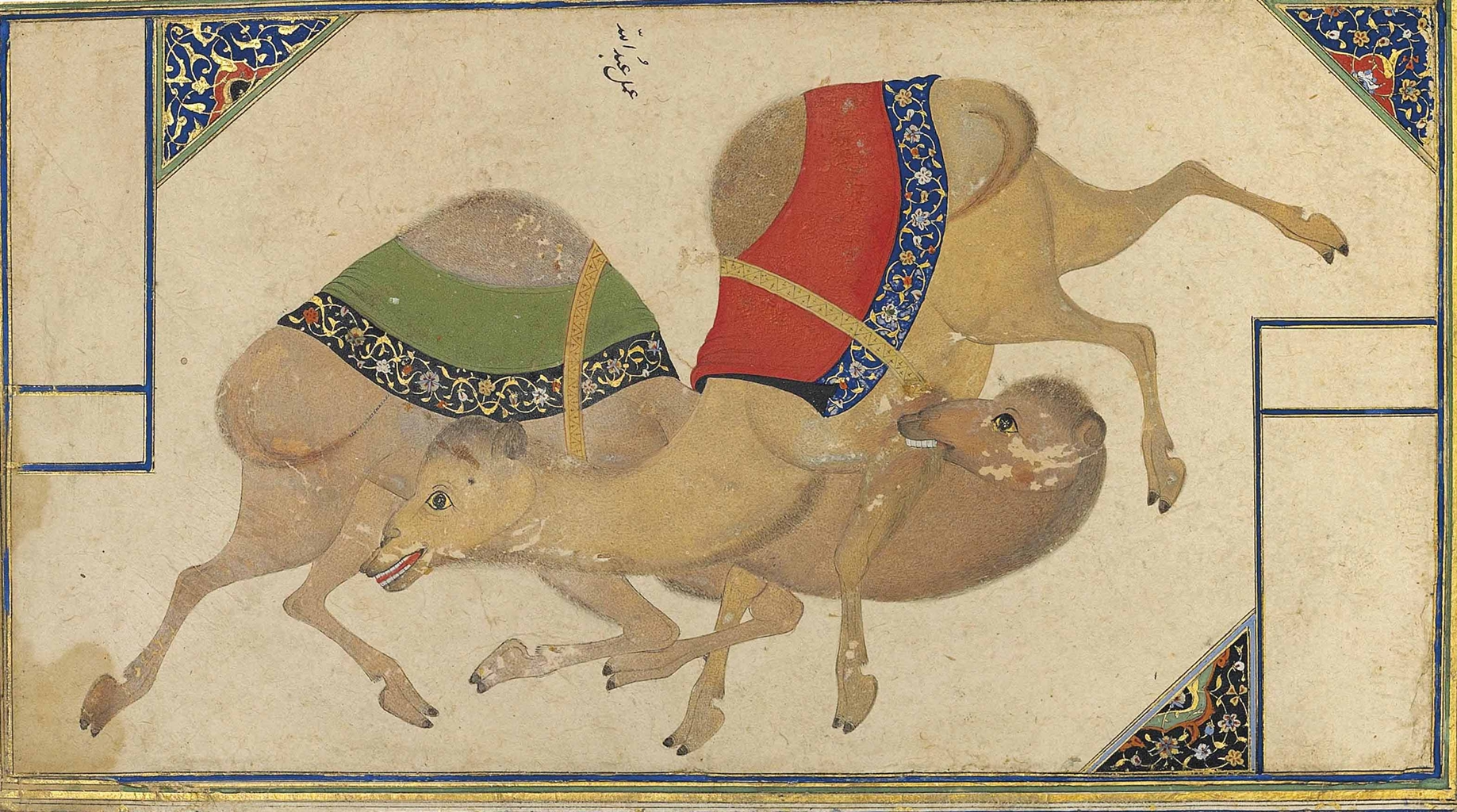
نبرد شترها حوالی ۱۵۵۰ م. مجموعهٔ خصوصی
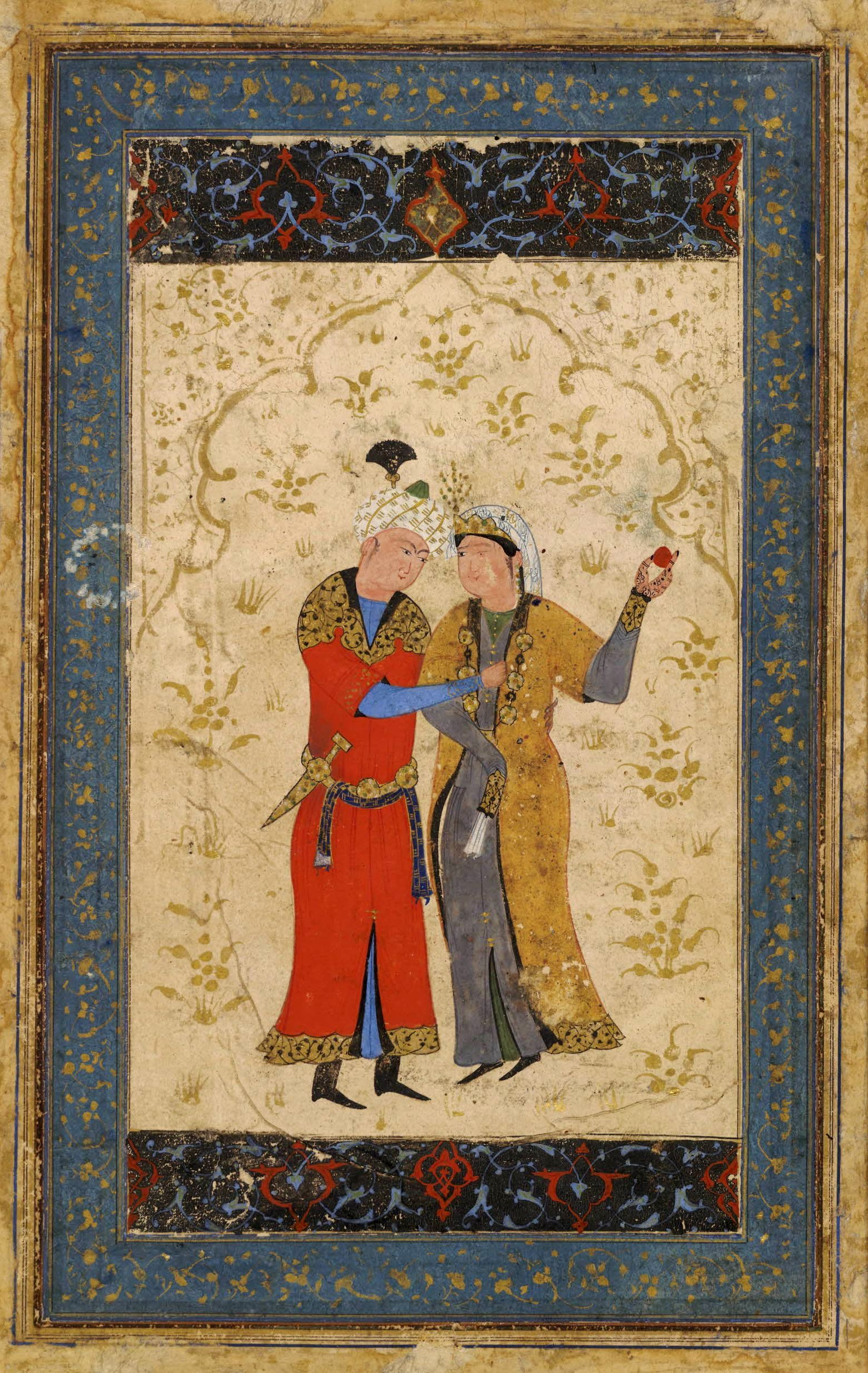
عشاق
(نسبت داده‌شده) به عبدالله
حوالی ۱۵۵۰ م.
موزه بریتانیا